# Automolis lindemannae
Automolis lindemannae là một loài bướm đêm thuộc phân họ Arctiinae, họ Erebidae.